# Auguste du Vergier de La Rochejaquelein
Auguste du Vergier de La Rochejaquelein   (La Jaudonnière, 17 d'abril de 1784 - París, 21 de novembre de 1868) era un soldat francès i un general vendeà. Era germà d'Henri de La Rochejaquelein.

## Biografia
Infant encara durant la Revolució Francesa, Auguste de La Rochejaquelein va emigrar amb part de la seva família. Va servir durant un temps a la Royal Navy anglesa. El 1812 es va allistar a l'exèrcit imperial amb el rang de segon tinent en cavalleria. Després va participar en el Gran Exèrcit a la campanya russa i va patir tres ferides a la batalla de Borodinó, inclosa una a la cara que li va valer el sobrenom de Balafré. El 1814, va ser nomenat tinent-coronel en el regiment de granades muntats de la Guàrdia Imperial. No obstant això, el 1815 durant el Govern dels cent dies, La Rochejaquelein es va unir als insurgents vendeans i va participar en la Revolta de La Vendée de 1815.
Després de la restauració de la monarquia, La Rochejaquelein va obtenir el grau de coronel el setembre de 1815, després el de mariscal de camp el 1818. El 14 de setembre de 1819 es va casar amb Claire Louise Augustine Félicité Maclovie de Durfort-Duras, vídua de Charles Léopold Henri de La Trémoille. Va comandar una brigada durant la guerra espanyola de 1823. El 1832 va participar en la conspiració de Maria Carolina de Borbó-Dues Sicílies (duquessa de Berry).
Es va exiliar després de la revolució de juliol, i entra a Espanya i Portugal, on va participar en la Primera Guerra Carlina al servei del rei de Portugal Miquel I i Carles de Borbó amb el rang de tinent general. No fou l'únic de la família: el seu nebot, Lluís, mor davant de Lisboa.
Auguste de La Rochejaquelein finalment va tornar a França i va morir el 1868, va ser enterrat amb els seus dos germans, Henri i Louis a l'església de Saint-Aubin de Baubigné a Deux-Sèvres.